# Northern Lights (musikgrupp)
Northern Lights var den kanadensiska motsvarigheten till engelska Band Aid och amerikanska USA for Africa, med flera kanadensiska artister som ställde upp på denna välgörenhet för svältkatastrofen i Etiopien och spelade in sången "Tears Are Not Enough". Cirka 50 av Kanadas mest kända artister var med på denna inspelning från 1985, bl.a. Bryan Adams, Carroll Baker, Veronique Beliveau, Salome Bey, Liona Boyd, John Candy, Robert Charlebois, Tom Cochrane, Bruce Cockburn, Burton Cummings, Dalbello, Brian Good, Joni Mitchell, Aldo Nova & Neil Young.

### Fotnoter
1. ↑  ”Joni Mitchell” (på engelska). Canadian Encyclopedia. http://www.thecanadianencyclopedia.ca/en/article/joni-mitchell/. Läst 6 augusti 2016.